# Liste der Monuments historiques in Villers-Vermont
Die Liste der Monuments historiques in Villers-Vermont führt die Monuments historiques in der französischen Gemeinde Villers-Vermont auf.

## Liste der Bauwerke
| Bezeichnung          | Beschreibung                           | Standort | Kennzeichnung | Schutzstatus | Datum | Bild |
| -------------------- | -------------------------------------- | -------- | ------------- | ------------ | ----- | ---- |
| Château de Mercastel | Schloss, erbaut im 17./18. Jahrhundert | (Lage)   | PA00114965    | Inscrit      | 1966  |      |

## Liste der Objekte
- Monuments historiques (Objekte) in Villers-Vermont in der Base Palissy des französischen Kultusministeriums